# سعد متنوع
السّعد المتنوع (الاسم العلمي: Cyperus difformis) نوع نباتي يتبع جنس السعد من الفصيلة السعدية.

## الموئل والانتشار
موطنه الأصلي جنوب أوروبا ومعظم مناطق أفريقيا وآسيا وأستراليا.